# Сомерсет-хаус
Сомерсет-хаус (Somerset House) — общественное здание в стиле классицизма, занимающее целый квартал между Стрэндом и Темзой в Лондоне, чуть восточнее моста Ватерлоо. Входит в первую двадцатку самых посещаемых художественных музеев мира.
В середине XVI века на месте современного здания построил свою городскую резиденцию Эдвард Сеймур, 1-й герцог Сомерсет, — родной дядя и советник юного Эдуарда VI. Довольно скоро своенравный герцог попал в опалу, а Сомерсет-хаус изъяли в государственную казну. При Марии Тюдор здесь жила её сестра Елизавета, а в XVII веке — супруги королей Якова I, Карла I и Карла II. Одна из них, Анна Датская, пригласила знаменитого Иниго Джонса заняться перепланировкой дворца, в результате которой он был на время переименован в Денмарк-хаус (Denmark House). В этом дворце Джонс и умер в 1652 г.
Во время Английской революции парламент выставил недостроенный дворец на продажу, но безуспешно. Тогда в Сомерсет-хаус заселился главнокомандующий Томас Ферфакс. Здесь же проходило народное прощание с Оливером Кромвелем. После Реставрации во дворец вернулась королева Генриетта-Мария, которая, будучи католичкой, построила часовню и помещения для монашек-капуцинок. Считалось, что именно здесь плелись заговоры с целью свержения англиканства в стране. После Великого лондонского пожара Сомерсет-хаус был отстроен под присмотром Кристофера Рена, однако Славная революция вновь привела его в запустение. Покинутый царственными особами, дворец пришёл в упадок и наконец в 1775 году был снесён.
К тому времени в Лондоне созрела настоятельная потребность в крупном общественном здании для размещения различных правительственных учреждений, чиновников Адмиралтейства, учёных сообществ, отдельных факультетов университета и т. д. (об этом, в частности, писал Эдмунд Бёрк). С целью устранения этого недостатка в 1776-1796 годах было возведено ныне существующее здание. Строительными работами руководил известный архитектор, сэр Уильям Чэмберс, однако его проект в целом следовал замыслу Иниго Джонса. Отделочные работы продолжались до 1819 года, а при королеве Виктории Сомерсет-хаус был расширен на север и на восток.
Во время Второй мировой войны Сомерсет-хаус сильно пострадал от авианалётов, но был довольно быстро восстановлен. В течение большей части XX века основными обитателями величественного здания были налоговые службы. К нашему времени государственные учреждения стали всё больше вытесняться художественными музеями — такими, как галереи Института искусства Курто и Гилбертовское собрание ювелирных изделий. В 2000 году к их числу добавились выставочные залы петербургского Эрмитажа (проект закрыт в 2007 г.).